# Santuario di Santa Maria della Visitazione al Ponte delle Lame
Il santuario di Santa Maria della Visitazione al Ponte delle Lame è un edificio di culto cattolico situato in via Lame a Bologna.

## Storia
Nel 1527, durante l'epidemia di peste causata dalla calata dei Lanzichenecchi in Italia, gli abitanti di questa parte di Bologna iniziarono a venerare un'immagine della Madonna con Bambino dipinta in un tabernacolo posto su uno dei parapetti del ponte di via Lame sul canale di Reno. Al termine della pestilenza fu costruito un primo oratorio, dedicata alla visita di Maria ad Elisabetta, destinato ad ospitare l'effigie mariana. Tra il 1763 ed il 1764 la chiesa fu oggetto di un rifacimento, rimasto incompiuto, progettato dell'architetto Marcantonio Bianchini. Dopo questo intervento la gestione dell'edificio fu affidata alla Confraternita dei Poveri di San Rocco.
Negli anni trenta del XX secolo il retro venne sistemato nelle forme attuali. Il 16 luglio 1942 fu proclamato santuario mariano.

## Descrizione
La facciata, con tetto a capanna, è completamente in muratura a vista dal momento che é incompiuta. Al contrario dell'esterno, gli interni sono caratterizzati da ricche decorazioni barocche.
La chiesa presenta una pianta rettangolare a navata unica con un ordine gigante di colonne corinzie e decorazioni a stucco di Giuseppe Canepa. La cappella maggiore è inquadrata da un arco trionfale opera di Giacinto Garofalini. L'ancona è arricchita da un bassorilievo ovale con la scena della Visitazione di Maria ad Elisabetta.

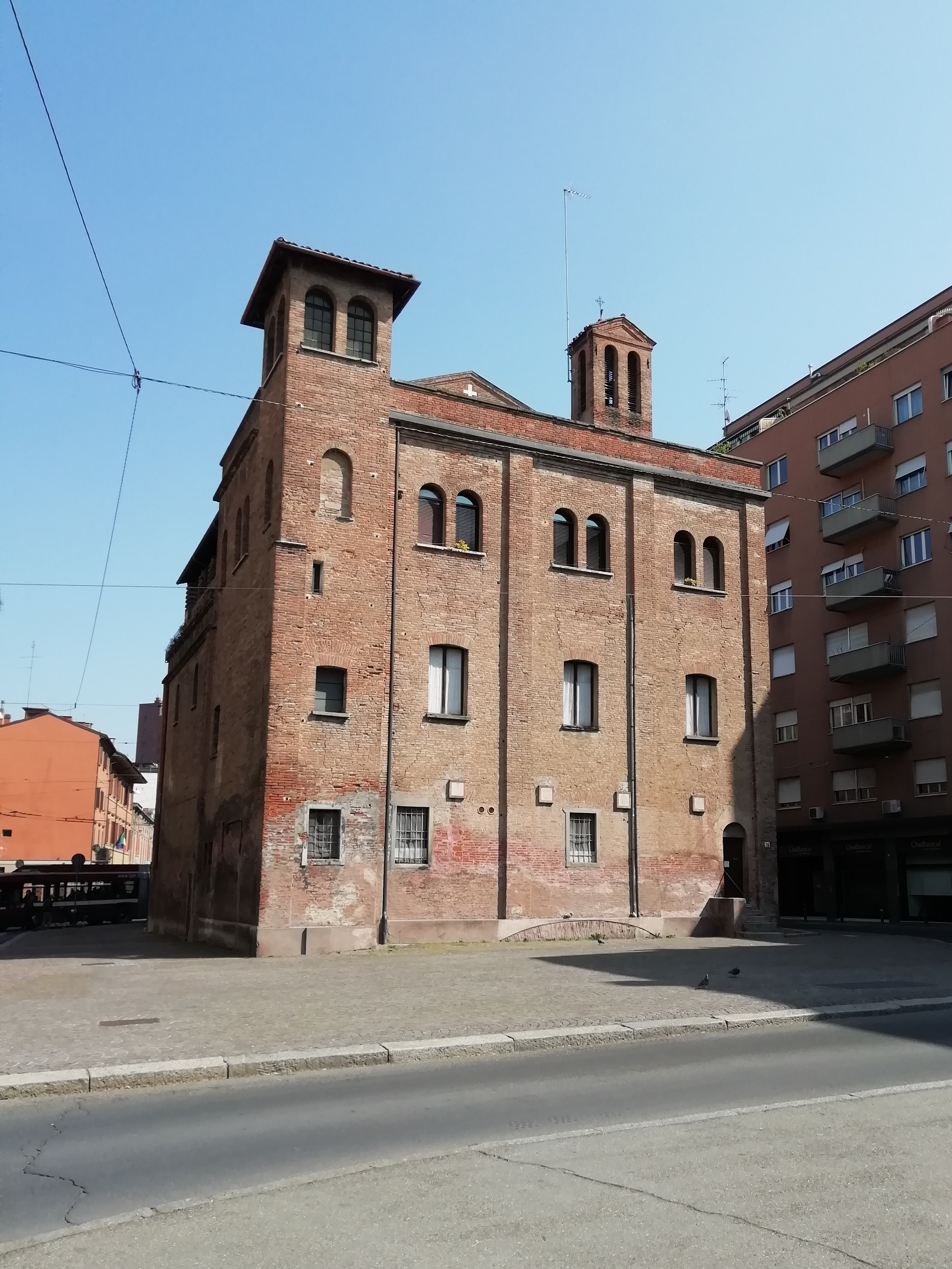
Il retro della chiesa prima dei lavori. All'altezza del marciapiede si nota l'arco del canale interrato.

Le quattro statue degli Evangelisti collocate lungo le pareti laterali sono opera dello scultore bolognese Filippo Scandellari, possibile autore anche dell'Addolorata in stucco policromo e dorato posta sull'altare di sinistra all'inizio del XIX secolo. All'interno sono conservate pregevoli opere d'arte, fra cui una cassa d'organo del XVII secolo su cui compare lo stemma della Confraternita dei Poveri di San Rocco, ed una statua seicentesca del Santo; due tele con Sant'Antonio da Padova, del XVIII secolo, e San Luigi Gonzaga, di fine XVII secolo, ed un Crocifisso ligneo accanto alla porta d'ingresso.
Sul lato sinistro della chiesa (guardando dalla facciata) si erge il campaniletto "a vela", dalla pianta rettangolare, illuminato da bifore nel lato largo e da monofore nel lato stretto.
Nella luce delle bifore che guardano verso via delle Lame sono alloggiate quattro piccole campane, tutte opera del fonditore Serafino Golfieri di Spilamberto (MO), le tre maggiori del 1841 e la piccola del 1848. I bronzi, intonati in Fa#4 maggiore (Fa#4-Sol#4-La#4-Do#5) sono montati sui caratteristici ceppi in legno tipici del sistema di suono "alla bolognese", per essere suonati manualmente con questa particolare tecnica.
Da alcuni anni il Santuario è dotato anche di un riproduttore elettronico di suono delle campane, con diffusori "a tromba" installati sul campanile in prossimità dei bronzi. Attualmente, essendo il Santuario chiuso e non essendovi funzioni celebrate presso lo stesso, le uniche suonate fisse programmate sono la distesa della campana maggiore alle ore 12 quale Angelus/Regina Coeli di mezzogiorno e la melodia "Ave Maria di Lourdes" alle ore 20 (sostituita nella novena di Natale e nel tempo di Natale fino all'Epifania dalle melodie "Tu scendi dalle stelle", "Adeste Fideles" e "Astro del Ciel"; nell'ottava di Pasqua viene invece diffusa la melodia "Christus Vincit").